# Valdefinjas
Valdefinjas è un comune spagnolo di 99 abitanti situato nella comunità autonoma di Castiglia e León.